# فليمنيغ هانسن (لاعب كرة يد)
فليمنيغ هانسن (بالدنماركية: Flemming Hansen)‏ هو لاعب كرة يد دنماركي، ولد في 11 سبتمبر 1948 في فريدريكيا في الدنمارك، وتوفي بنفس المكان في 14 يوليو 2013.

## وصلات خارجية
- فليمنيغ هانسن (لاعب كرة يد) على موقع أوليمبيديا (الإنجليزية)